# Комунистическа партия на Великобритания
Комунистическата партия на Великобритания, КПВ (на английски: Communist Party of Great Britain, CPGB) е основана през 1920 г. чрез обединението на няколко по-малки марксистки групи.
По време на общата стачка през май 1926 г. в нея постъпват много нови членове от средите на миньорите. От 1930 г. партията започва да издава ежедневния вестник Daily Worker (преименуван на Morning Star през 1966). През 1936 членове на партията присъстват на известната битка на Кабелната улица, като помагат за организиране на противодействие Съюза на британските фашисти. По време на испанската гражданска война КПВ с помощта на СССР създава британски батальон на Интернационалните бригади, под командването на партийния деец Уилям (Бил) Алекзандър.
По време на Втората световна война КПВ следва съветската позиция, като се противопоставя или поддържа войната според степента на участие на СССР. Към края на войната броята на членовете на КПВ почти се утроява и партията достига върха на популярността си.
След войната във Великобритания настъпва масова имиграция на карибски афроамериканци, които получават британско гражданство и много известни активисти за правата на чернокожите стават комунисти. През 1956, обратно, мнозина напускат партийните редове поради подкрепата на съветската военна интервенция за потушаване на унгарското въстание. През 60-те години на XX век дейците на КПВ подкрепят виетнамските комунисти във Виетнамската война. През 1984 г. лидерът на младежкото движение на КПВ Марк Ащън основава организацията Lesbians and Gays Support the Miners в подкрепа на миньорската стачка, продължила цяла година.
От 1956 до края на 70-те години партията получава финансова подкрепа от СССР.
Членове на КПВ стават водачи на профсъюзното движение във Великобритания: Джеси Еден, Ейбрахам Лазаръс и др.
След разпадането на СССР през 1991 еврокомунистическото ръководство разпуска партията, основавайки демократична левица (Democratic Left). Фракцията от противници на еврокомунизма основават Британска комунистическа партия (Communist Party of Britain) през 1988.